# الجابرية (المالكية)
الجابرية قرية سورية صغيرة تتبع ناحية المعبدة في منطقة المالكية التابعة لمحافظة الحسكة. بلغ عدد سكانها 188 نسمة عام 2004.تقع بالقرب من الحدود التركية السورية.